# Charles Peak
Charles Peak ist ein kahler Gipfel im Südosten der Collier Hills in der westantarktischen Heritage Range. Mit einer Höhe von 990 m überragt der Berg diesen Teil der Collier Hills.
Charles Peak wurde vom United States Geological Survey im Rahmen der Erfassung des Ellsworthgebirges in den Jahren 1961–66 durch Vermessungen vor Ort und Luftaufnahmen der United States Navy kartografiert. Benannt wurde der Gipfel vom Advisory Committee on Antarctic Names nach Charles E. Williams, der 1958 als Meteorologe auf der Forschungsstation Little America V arbeitete.